# Ervalla station
Ervalla station is een plaats in de gemeente Örebro in het landschap Närke en de provincie Örebro län in Zweden. De plaats heeft 76 inwoners (2005) en een oppervlakte van 13 hectare. Ervalla wordt omringd door zowel landbouwgrond als bos en ligt zo'n twintig kilometer ten noorden van de stad Örebro. De eigenlijke plaats Ervalla ligt vlak bij Ervalla station, Ervalla station is gesticht als stationsplaats aan de spoorweg Norra Ervalla järnväg, dit is de oudste spoorweg in Zweden met normaalspoor.